# Ортис, Виллингтон
Ви́ллингтон О́ртис (исп. Willington José Ortiz; род. 26 марта 1952, Тумако, Нариньо) — колумбийский футболист, полузащитник. По версии IFHHS занимает 19-е место в числе величайших футболистов Южной Америки и 2-е (после Альфредо Ди Стефано, уроженца Аргентины, выступавшего некоторое время за сборную Колумбии, а затем — Испании) — среди колумбийских футболистов всех времён. В 49 матчах за сборную Колумбии Ортис забил 12 голов.

## Биография
Ортис — воспитанник футбольной школы клуба «Мильонариос». К 1971 году, когда Ортис дебютировал в основной команде, «миллионеры» уже утратили свои позиции одного из сильнейших клубов Южной Америки и мира. За 1970-е годы Виллингтон дважды выигрывал первенство Колумбии в составе родной команды.
В 1980 году он перешёл в «Депортиво Кали», а спустя 3 года — в «Америку» из того же города. В 1980-е годы эта команда стала доминировать в колумбийском футболе, подтверждая свою силу и на международной арене. «Америка» выиграла 4 первенства Колумбии подряд — с 1983 по 1986 годы, а в Кубке Либертадорес трижды доходила до финала (в 1985—1987 годах). Причём, только устаревшие правила, по которым требовалось играть дополнительный матч в случае равенства очков, без учёта забитых голов, не позволили клубу праздновать успех в розыгрыше 1987 года. Ортис был ключевой фигурой во всех этих успехах.
В составе сборной Колумбии Ортис был участником Олимпийских игр 1972 года, трижды — Кубка Америки (финалист турнира в 1975 году), а также трёх отборочных циклов к чемпионатам мира (1974, 1978, 1982). Однако, на чемпионатах мира Ортис так и не сыграл — во многом именно из-за этого в мире более известен другой выдающийся колумбийский футболист — Карлос Вальдеррама, при котором сборная регулярно выступала на чемпионатах мира.
Прощальный матч Виллингтона Ортиса состоялся 15 марта 1989 года. «Америка Кали» встречалась с лучшим на тот момент клубом мира — уругвайским «Насьоналем». На матче присутствовали такие звёзды, как Уго Гатти, Норберто Алонсо, Хорхе Да Сильва.
В 1990-е годы Виллингтон Ортис часто приглашался на телевидение, снимался в роли футбольного тренера в сериале «De Pies a Cabeza».
В 2002 году стал депутатом колумбийского Сената, будучи представителем движения афро-колумбийцев.

## Титулы и достижения
- Чемпион Колумбии (6): 1972, 1978, 1983, 1984, 1985, 1986
  - Финалист Кубка Либертадорес (3): 1985, 1986, 1987
  - Вице-чемпион Кубка Америки: 1975
- Участник Кубка Америки (3): 1975, 1979, 1983